# Guglielmo Sinaz
Guglielmo Sinaz, nome d'arte di Guglielmo Zanasi (Roma, 20 novembre 1885 – Roma, 5 febbraio 1947), è stato un attore italiano.

## Biografia
Nato a Roma nel 1885 debutta giovanissimo in teatro con la Compagnia di Dillo Lombardi, per passare in seguito con Zacconi, Campioni e Sainati, ricoprendo ruoli drammatici.
Successivamente lavora in spettacoli di varietà e nell'operetta (tra cui nella Compagnia Città di Milano diretta da Dante Majeroni) seguendo le compagnie anche in tournée all'estero, soprattutto in Sud America, tornato in Italia entra nella Compagnia di Operette Novissima, dove rimane alcuni anni.
A metà degli anni Trenta viene scritturato per il cinema e in seguito lavorerà in una lunga serie di film, interpretando parti di cattivo e di fuorilegge. Affiancò perfino Anna Magnani in due film, La principessa Tarakanova (1938) e Avanti a lui tremava tutta Roma (1946).
Nel 1947, in seguito ad una grave malattia decide di chiudere la sua vita con il suicidio.

## Filmografia

Guglielmo Sinaz con Laura Nucci in Diamanti (1939)

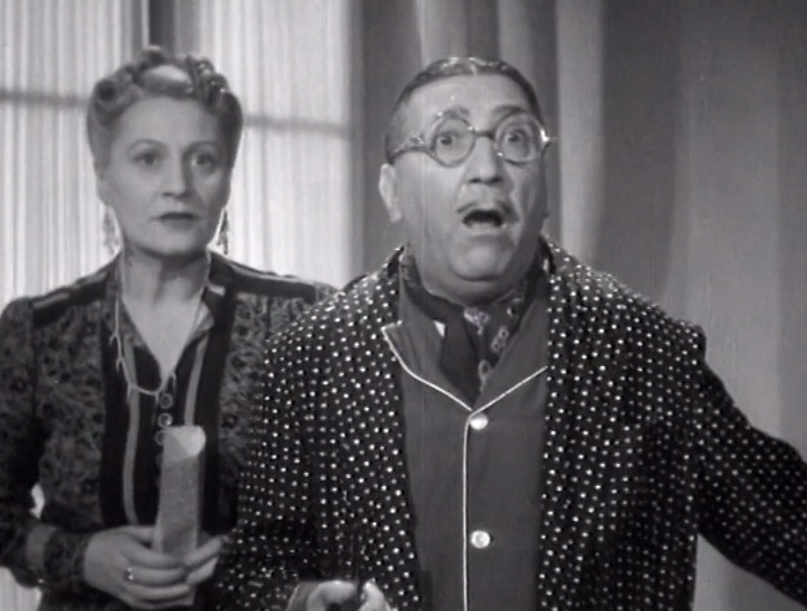
Con Pina Renzi in Un marito per il mese d'aprile (1941)

- Il grande appello, regia di Mario Camerini (1936)
- Fermo con le mani!, regia di Gero Zambuto (1937)
- Sono stato io!, regia di Raffaello Matarazzo (1937)
- Napoli d'altri tempi, regia di Amleto Palermi (1937)
- Eravamo sette sorelle, regia di Nunzio Malasomma (1937)
- La mazurka di papà, regia di Oreste Biancoli (1938)
- La principessa Tarakanova, regia di Mario Soldati (1938)
- Crispino e la comare, regia di Vincenzo Sorelli (1938)
- L'ultima nemica, regia di Umberto Barbaro (1938)
- L'argine, regia di Corrado D'Errico (1938)
- Luciano Serra pilota, regia di Goffredo Alessandrini (1938)
- L'orologio a cucù, regia di Camillo Mastrocinque (1938)
- Diamanti, regia di Corrado D'Errico (1939)
- Stella del mare, regia di Corrado D'Errico (1939)
- Belle o brutte si sposan tutte..., regia di Carlo Ludovico Bragaglia (1939)
- Il segreto inviolabile, regia di Julio Fleischner (1939)
- Traversata nera, regia di Domenico Gambino (1939)
- La mia canzone al vento, regia di Guido Brignone (1939)
- La notte delle beffe, regia di Carlo Campogalliani (1939)
- Fascino, regia di Giacinto Solito (1939)
- Un mare di guai, regia di Carlo Ludovico Bragaglia (1939)
- Il socio invisibile, regia di Roberto Roberti (1939)
- L'assedio dell'Alcazar, regia di Augusto Genina (1940)
- Dopo divorzieremo, regia di Nunzio Malasomma (1940)
- Cantate con me!, regia di Guido Brignone (1940)
- La canzone rubata, regia di Max Neufeld (1940)
- Non me lo dire!, regia di Mario Mattoli (1940)
- Il prigioniero di Santa Cruz, regia di Carlo Ludovico Bragaglia (1941)
- Il signore a doppio petto, regia di Flavio Calzavara (1941)
- Un marito per il mese d'aprile, regia di Giorgio Simonelli (1941)
- Luce nelle tenebre, regia di Mario Mattoli (1941)
- L'affare si complica, regia di Pier Luigi Faraldo (1941)
- Confessione, regia di Flavio Calzavara (1941)
- Solitudine, regia di Livio Pavanelli (1941)
- La cena delle beffe, regia di Alessandro Blasetti (1941)
- Arriviamo noi!, regia di Amleto Palermi (1942)
- La fortuna viene dal cielo, regia di Ákos Ráthonyi (1942)
- M.A.S., regia di Romolo Marcellini (1942)
- Miliardi, che follia!, regia di Guido Brignone (1942)
- Noi vivi, regia di Goffredo Alessandrini (1942)
- Addio Kira!, regia di Goffredo Alessandrini (1942)
- Quarta pagina, regia di Nicola Manzari e Domenico Gambino (1942)
- La danza del fuoco, regia di Giorgio Simonelli (1943)
- Il ponte sull'infinito, regia di Alberto Doria (1943)
- L'usuraio, regia di Harry Hasso (1943)
- Senza una donna, regia di Alfredo Guarini (1943)
- Harlem, regia di Carmine Gallone (1943)
- Due cuori, regia di Carlo Borghesio (1943)
- Chi l'ha visto, regia di Goffredo Alessandrini (1943)
- Gli assi della risata, epis. Buon appetito!, regia di Roberto Bianchi (1943)
- La sua strada, regia di Mario Costa (1946)
- Il marito povero, regia di Gaetano Amata (1946)
- Avanti a lui tremava tutta Roma, regia di Carmine Gallone (1946)
- L'amante del male, regia di Roberto Bianchi Montero (1946)
- Il corriere di ferro, regia di Francesco Zavatta (1947)
- La grande aurora, regia di Giuseppe Maria Scotese (1947)
- L'apocalisse, regia di Giuseppe Maria Scotese (1947)